# تاكاو ساكوراي
تاكاو ساكوراي (25 سبتمبر 1941 – 10 يناير 2012) هو ملاكم ياباني راحل، مثّل بلاده في الألعاب الأولمبية الصيفية 1964.

## روابط خارجية
تاكاو ساكوراي على موقع بوكس ريك (الإنجليزية) (registration required)
- تاكاو ساكوراي على موقع اللجنة الأولمبية الدولية (الإنجليزية)
- تاكاو ساكوراي على موقع أوليمبيديا (الإنجليزية)